# Coryphellina exoptata
Coryphellina exoptata is een slakkensoort uit de familie van de Flabellinidae. De wetenschappelijke naam van de soort werd voor het eerst geldig gepubliceerd in 1991 door Gosliner en Willan als Flabellina exoptata.
De soort komt voor ten westen van de Grote Oceaan en met name rond Maleisië, Indonesië, de Filipijnen en Papoea-Nieuw-Guinea. De soort kan een lengte bereiken van 50 mm. De soort voedt zich met pennaria disticha, eudendrium en halocordyle disticha.